# Cronologia da pandemia de COVID-19 em fevereiro de 2020
Este artigo documenta a cronologia e epidemiologia do vírus SARS-CoV-2 em fevereiro de 2020, o vírus que causa a COVID-19 e é responsável pela pandemia de COVID-19. Os primeiros casos humanos da COVID-19 foram identificados em Wuhan, China, em dezembro de 2019.

## Cronologia

### 4 de fevereiro
Surgiram em Portugal dois casos suspeitos, ambos portugueses, um de 40 anos e outro de 44 anos. O português de 40 anos já estava sob vigilância das autoridades de saúde, tendo estado com um grupo de alemães que integraram uma formação com um doente da China. O de 44 anos é residente na grande Lisboa, tendo sido validados dois critérios do vírus por dois médicos ("um médico da Linha de Apoio ao Médico da DGS e um médico do Hospital Curry Cabral").

### 5 de fevereiro
O Japão confirmou 10 novos casos, aumentando o número total para 33 casos, advindo do navio de cruzeiro em quarentena perto de Yokohama. Existem mais de 3500 a bordo para serem testados.
  A Coreia do Sul confirmou mais três casos de nCoV-2019, incluindo dois pacientes que voltaram de Singapura. Isto leva a que o total de casos ascenda aos 19.

### 6 de fevereiro
Relatório de situação da OMS 17:
 Hong Kong confirmou mais três casos, totalizando 24 casos.
 O Japão confirmou dez novos casos a bordo do navio de cruzeiro Diamond Princess, que se encontra em quarentena em Yokohama, elevando o total a 45 infetados.
 A Malásia confirmou mais dois casos, totalizando 14. Um dos casos tratou-se de uma transmissão local, a primeira na Malásia.
 Singapura confirmou mais dois casos, elevando o total a 30.
 Taiwan anunciou mais três casos, elevando o total 16.
 O Vietname confirmou dois casos adicionais, elevando o total a 12.
 Foi confirmado o terceiro caso no Reino Unido, tendo o paciente visitado Singapura.
 O doutor Li Wenliang faleceu devido a infeção por coronavírus. Li foi o delator que informou o público em geral da existência do novo coronavírus, através das redes sociais.
 A Alemanha confirma o seu 13º caso e a Itália o seu 3º caso, elevando o total de casos confirmados na Europa para 31.

### 7 de fevereiro
Relatório de situação da OMS 18:
 Guangdong confirmou mais de 1000 casos no total, a segunda para além de Hubei e registou igualmente a primeira morte.
 Mais 41 casos que deram positivo para o novo coronavírus (2019-nCoV) a bordo da Diamond Princess, elevando o total de infetados no Japão para 86 casos.
 A Alemanha anunciou o seu 14º caso.
 Hong Kong confirmou dois casos adicionais, elevando o total de casos para 26.
 A Malásia confirmou mais um caso de um turismo vindo de Singapura, elevando o total de casos no país para 15.
 Singapura confirmou mais três casos, elevando o total a 33. A maioria destes casos é de origem desconhecida, tendo o nível de alerta DORSCON aumentado para Laranja.
 O Vietname confirmou mais um caso, elevando o total a 13.

### 8 de fevereiro
Relatório de situação da OMS 19:
 Henan tornou-se a terceira província para além de Hubei a reportar mais de 1000 casos. A nível nacional, o número de casos fora de Hubei excedeu os 10,000 casos.

### 9 de fevereiro
Relatório de situação da OMS 20:
 O Vietname confirmou o seu 14º caso, uma mulher de 55 anos na província de Vĩnh Phúc.
 Mais seis casos foram confirmados a bordo da Diamond Princess, elevando o número total de casos no navio para 70, existindo no Japão 96 casos.
 A Malásia confirmou mais um caso, sendo o valor total de casos 17.
 Singapura confirmou três casos adicionais, elevando o número total para 43.
 Hong Kong confirmou mais três casos. sendo dois da mesma família, elevando o total para 29 casos.
 Espanha confirmou o segundo caso no país, em Palma de Maiorca.
 O Reino Unido confirmou o seu quarto caso.
 A Coreia do Sul reportou três novos casos, sendo o número total de casos no país de 27.
 Taiwan confirmou o seu 18º caso.
O número de mortes pelo novo coronavírus 2019-nCoV subiu para 811, ultrapassando o valor da epidemia de SARS de 2002-3.

### 10 de fevereiro
Relatório de situação da OMS 21:
 A Malásia confirmou mais um caso, elevando o total para 18.
 O Japão confirmou mais 65 casos a bordo da Diamond Princess, elevando o número total de casos para 135.
 Foram confirmados no Reino Unido mais quatro casos, elevando o total para oito. Acredita-se que a transmissão destes casos tenha ocorrido em França.
 Singapura confirma mais dois casos, incluindo um agente da Certis que lidava com ordens de quarentena, elevando o total para 45.
 Hong Kong confirmou mais seis casos, elevando o número total de casos para 42.
 Os Emirados Árabes Unidos confirmaram o seu 8º caso (um cidadão indiano).
 Os Estados Unidos confirmaram o seu 13º caso, um paciente que havia sido evacuado de Wuhan, em San Diego.

### 11 de fevereiro
Relatório de situação da OMS 22:

 O Vietname confirmou o seu 15º caso, um bebé de três meses que foi infetado pela sua avó.
 A Coreia do Sul confirmou um caso adicional, uma mulher chinesa de 30 anos, elevando o número total de casos para 28.
 A Tailândia confirmou mais um caso de coronavírus, elevando o total para 33.
 Singapura confirmou mais dois casos, elevando o total de casos para 47.
 Hong Kong confirmou mais sete casos, elevando total para 49.
 A Alemanha confirmou mais dois casos, elevando o total no país para 16.
 A Organização Mundial de Saúde deu uma nova designação à doença: "Covid-19".

### 12 de fevereiro
Relatório de situação da OMS 23:
 O Japão confirmou mais 39 casos a bordo do navio de cruzeiro Diamond Princess, elevando o total para 174.
 Singapura confirmou mais três casos, elevando o total de casos no país para 50. Anteriormente, foi solicitado a trezentos funcionários do BDS Bank o abandono do seu escritório, localizado na Torre Nº3 na Marina Bay Financial Center, devido a um caso confirmado no local.
 O primeiro caso em Londres foi confirmado, elevando o número total de casos no Reino Unido para 9.
 Hong Kong confirmou mais um caso, elevando o total para 50.
 Os Estados Unidos confirmaram um caso adicional, elevando o total no país para 14.

### 13 de fevereiro
Relatório de situação da OMS 24:
 O Vietname confirmou o seu 16º caso no país.
 O Japão confirmou mais quatro casos, ascendendo o total a 33. No mesmo momento, 44 novos casos foram confirmados a bordo da Diamond Princess, elevando o total para 218. Mais tarde, o Japão confirmou a sua primeira morte causada pelo vírus.
 Hong Kong confirmou mais três casos, elevando o valor total de casos para 53.
 A Malásia confirmou mais um caso, elevando o total para 19.
 Singapura confirmou oito casos adicionais, elevando o valor total para 58. Uma faculdade da Universidade Nacional de Singapura conduzirá aulas através de e-learning de 14 a 21 de fevereiro como precaução depois de um dos casos ter envolvido um professor.
 O CDC confirmou o 15º caso nos Estados Unidos, um cidadão americano evacuado de Wuhan e que se encontra em quarentena numa base militar no Texas.
Discrepância no número de casos
No mesmo dia, Hubei reportou 14840 novos casos confirmados, quase dez vezes mais do que no dia anterior, enquanto que o número de mortes mais do que duplicou para 242. Isto deve-se à mudança da definição que incluía diagnósticos clínicos (radiológicos) de pacientes. A Organização Mundial de Saúde indicou que para manter a consistência iria somente reportar o número de casos confirmados por laboratório.

### 14 de fevereiro
Relatório de situação da OMS 25:
 Hong Kong confirmou três casos adicionais, elevando o total para 56.
 Singapura confirmou mais nove casos, elevando o total para 67.
 O Japão confirmou mais quatro casos, elevando o total para 37.
 O Egipto confirmou um caso de um estrangeiro cuja nacionalidade não foi revelada. Este foi o primeiro caso no continente africano.
 Na Colúmbia Britânica, Canadá, foi confirmado o 5º caso nessa província. O número total de casos no Canadá ascende a 8.

### 15 de fevereiro
Relatório de situação da OMS 26:
 A Malásia confirmou mais três casos, incluindo um passageiro americano do navio de cruzeiro MS Westerdam que viajou de avião desde o Camboja, elevando o total para 22.
 A Tailândia confirmou mais um caso, elevando o total para 34.
 França confirmou a primeira morte, não só no país, mas no continente europeu, em decorrência do COVID-19.
 Singapura confirmou mais cinco casos, elevando o total para 72.
 O Japão confirmou mais nove casos confirmados que não se encontram a bordo da Diamond Princess. O Japão confirmou igualmente mais 67 casos a bordo do navio de cruzeiro Diamond Princess, elevando o total de casos do navio para 285.

### 16 de fevereiro
Relatório de situação da OMS 27:
 Portugal reportou mais dois casos suspeitos. Um dos casos suspeitos trata-se de uma estudante portuguesa de 21 anos e que regressou da China há cerca de duas semanas, onde se encontrava a estudar.
Foram detetados 70 casos adicionais a bordo do navio Diamond Princess, elevando o total para 355. O Japão confirmou igualmente mais seis casos confirmados, elevando o total de doentes infetados e que não se encontram a bordo do navio para 59.
 Taiwan confirmou a sua primeira morte, um homem sexagenário.
 Singapura confirmou três casos adicionais, elevando o total para 75.
 Hong Kong confirmou mais um caso de COVID-19, elevando o total para 57.
A Coreia do Sul confirmou mais um caso, elevando o número total de casos no país para 29.

### 17 de fevereiro
Relatório de situação da OMS 28:
 A Tailândia confirmou mais um caso, elevando o valor total para 35 casos no país.
 Hong Kong confirmou mais 3 casos, elevando o total para 60.
 Singapura confirmou mais 2 casos, elevando o total para 77.
 Taiwan confirmou mais 2 casos, elevando o total para 22.
 A Coreia do Sul confirmou mais 1 caso, elevando o total para 30 casos confirmados.
Foram confirmados mais 99 casos a bordo do navio de cruzeiro Diamond Princess no Japão, elevando o número total de pessoas infetadas no navio de cruzeiro para 453.

### 18 de fevereiro
Relatório de situação da OMS 29:
 A Coreia do Sul confirmou mais um caso, elevando o total para 31.
 Singapura confirmou mais quatro casos, elevando o total para 81.
 O Japão confirmou mais oito casos no país, elevando o total para 74. No mesmo dia foram confirmados 88 casos adicionais a bordo do navio de cruzeiro Diamond Princess, elevando o número total de casos a bordo para 542.
 Hong Kong confirmou mais dois casos, elevando o total para 62.

### 19 de fevereiro
Relatório de situação da OMS 30:
 Hong Kong confirmou a sua segunda morte devido ao surto. Foram igualmente confirmados três novos casos, elevando o total de casos confirmados em Hong Kong para 65.
 A Coreia do Sul confirmou 20 casos adicionais, elevando o número total de casos no país para 51, sendo que a maioria destas transmissões tem origem numa igreja em Daegu.
Os passageiros do navio de cruzeiro Diamond Princess começaram a desembarcar. O elevando número de passageiros infetados tem levado a dúvidas sobre a eficácia das medidas de quarentena. Foram confirmados mais 79 casos a bordo do navio, elevando o total para 621.
 Singapura confirmou mais três casos, elevando o total para 84.
 Taiwan confirmou mais um caso no país, elevando o número total para 23.
 O Irão confirmou duas mortes.

### 20 de fevereiro
Relatório de situação da OMS 31:
Foram confirmadas duas mortes a bordo do navio de cruzeiro Diamond Princess e mais 13 casos, elevando o valor total para 634. O Japão confirmou mais 8 casos no país, elevando o total para 92.
 A Coreia do Sul confirmou mais 53 casos no país, elevando o total para 104. Foi também confirmada a primeira morte devido ao vírus no país.
 O Irão confirmou mais três casos, elevando o total para cinco casos.
 Singapura confirmou mais um caso, elevando o total para 85.
 Hong Kong confirmou mais quatro casos, elevando o total para 69.
 Taiwan confirmou mais um caso, elevando o total para 24.
 Os Estados Unidos confirmaram mais um caso, na Califórnia, elevando o número de casos no país para 16.

### 21 de fevereiro
Relatório de situação da OMS 32:
 A Coreia do Sul confirmou mais 100 casos, elevando o total de casos para 204, tendo igualmente reportado a sua segunda morte
 A Austrália confirmou mais quatro envolvendo cidadãos evacuados do navio Diamond Princess, elevando o número total de casos no país para 19.
 Itália confirmou mais 16 casos, elevando o total para 19, tendo igualmente reportado a primeira morte no país.
 O Líbano confirmou o seu primeiro caso.
 Israel confirmou igualmente o seu primeiro caso, um cidadão que foi evacuado do Diamond Princess.
 O Irão confirmou treze novos casos, elevando o total para 18. Mais duas mortes foram igualmente confirmadas.
 O Canadá confirmou mais um caso, uma mulher que visitou recentemente o Irão, elevando o total para nove.
 Singapura confirmou mais um caso, elevando o total para 86.
 Taiwan confirmou mais dois casos, elevando o total para 26.
 Os Emirados Árabes Unidos confirmaram mais dois casos, elevando  o total para 11.
 Os Estados Unidos confirmaram mais 20 casos, elevando o total para 35 casos.

### 22 de fevereiro
A Coreia do Sul confirmou mais 229 casos, elevando o total para 433.
 Itália confirmou mais 43 casos espalhados por três regiões administrativas diferentes, elevando o total de casos no país para 62, tornando Itália no país com maior número de casos na Europa. Itália confirmou igualmente a segunda morte relacionada com o surto, uma mulher italiana da Lombardia.
 O Irão confirmou mais 10 casos, elevando o total de casos para 28. Foi também confirmada a 5ª morte no país.
 Singapura confirmou mais três casos, elevando o total para 89.
 A Austrália confirmou mais três casos, elevando o total para 22.
 Hong Kong confirmou mais um caso, elevando o número total de casos para 70.
 O Iraque confirmou o primeiro caso no país.

### 23 de fevereiro
A Coreia do Sul confirmou mais 169 casos, elevando o total para 602, sendo igualmente confirmadas duas mortes no país.
 Itália confirmou mais 53 casos, elevando o número total de casos no país para 132 casos distribuídos por cinco diferentes regiões administrativas.

### 24 de fevereiro
O Afeganistão confirmou o primeiro caso no país, uma pessoa que havia retornado recentemente da cidade iraniana de Qom.
 O Bahrain confirmou o seu primeiro caso, um cidadão do Bahrain que havia viajado para o Irão.
 Uma paciente na província de Sichuan só testou positivo após o 9º teste realizado.

### 25 de fevereiro
A Argélia anunciou o seu primeiro caso no país, um homem italiano que chegou ao país no dia 17 de fevereiro.
 O Brasil confirma o primeiro caso do COVID-19, este como o primeiro caso também na América do Sul; com isso, exceto a Antártica, todos os continentes tem casos relatados de COVID-19.

### 26 de fevereiro
A Austrália confirmou mais um caso, elevando o total para 37.

### 27 de fevereiro
França reportou mais vinte casos, elevando o total de casos no país para 38.

### 28 de fevereiro
A Austrália confirmou mais um caso, na Austrália Ocidental, um passageiro que havia permanecido no navio de cruzeiro Diamond Princess.
O vírus SARS-CoV-2 foi detetado pela primeira vez nas lágrimas e secreções conjuntivais de um paciente.

## Eventos, reações e medidas na China Continental

### 8 de fevereiro
O Hospital de Leishenshan entra em funcionamento.

### 10 de fevereiro
Os preços de bens alimentares na China aumentaram no mês de Janeiro. De acordo com o índice de preços no consumidor (IPC) o preço da carne de porco aumentou 8,5%, enquanto que o IPC elevou-se 5,4%. A razão poderá residir no açambarcamento de alimentos, para além das disrupções causadas às cadeias logísticas, medidas de quarentena e à procura sazonal. O IPC é o mais elevado desde outubro de 2011.

### 11 de fevereiro
A Universidade de Shenzhen anunciou o desenvolvimento com sucesso de um novo kit de deteção de anticorpos do novo coronavírus. Este novo kit é capaz de obter o resultado em 22 minutos enquanto que reduz o risco de infeção a profissionais de saúde.
O Ministério de Recursos Humanos e Segurança Social chinês expandiu as medidas de apoio existentes para as micro, pequenas e médias empresas.
A empresa logística chinesa Cainiao divulgou medidas para ajudar a cadeia de fornecimento e a indústria logística.
Um homem em Chengdu esteve sob investigação policial por interferência com a prevenção e controlo da epidemia. O portal de vendas online Tmall reduziu os custos para os vendedores na primeira metade do ano de 2020.
A primeira remessa de porco congelado da reserva central chegou a Wuhan.
A Apple estendeu a garantia dos seus aparelhos para providenciar uma exceção única.

### 15 de fevereiro
O Banco Central da China ordenou que todo o dinheiro das zonas afetadas pelo surto seja armazenado por pelo menos 14 dias antes de voltar a entrar no circuito económico, sendo o prazo nas restantes zonas de 7 dias. As sucursais que reportam ao Banco Central na província de Cantão irão destruir todo o dinheiro recuperado em hospitais, mercados agrícolas e dos transportes públicos.

### 19 de fevereiro
A cidade de Wuhan proibiu a circulação de todos os veículos exceto os veículos essenciais.

### 20 de fevereiro
Na província de Hubei, as empresas não poderão voltar a laborar antes do dia 10 de março, excetuando as empresas de indústrias essenciais.

## Reações e medidas fora da China Continental
Resumo (a partir de 29 de fevereiro de 2020): O vírus espalhou-se para seis continentes e existem mais de 240 000 casos confirmados. Existem mais de 170 países e territórios com infeções por SARS-CoV-2.

### 10 de fevereiro
A Amazon, a Sony e a Ericsson afirmaram que não participarão no Mobile World Congress em Barcelona devido ao vírus.
A mortalidade diária do vírus alcança o valor recorde de 97 pessoas mortas pelo vírus num único dia.

### 11 de fevereiro
A Conferência Global de Cereais que iria ter lugar em Singapura foi adiada para junho ou julho devido ao vírus.
O vírus está a levar à diminuição dos preços de crude a nível mundial, enquanto que a procura chinesa por crude petrolífero decresce devido aos encerramentos, quarentenas, medo e outras medidas. Os preços do petróleo alcançaram os níveis mais baixos em um ano e têm estado a cair desde há cinco semanas.

### 12 de fevereiro
A American Airlines prolongou a suspensão de voos para Hong Kong e para a China até finais de Abril.
 A OMS afirma que a vacina do coronavírus poderá estar pronta dentro de aproximadamente 18 meses.

### 13 de fevereiro
A OMS anunciou que a diminuição no número de casos de novas infeções deverá ser tomada com cautela pois a situação poderá mudar em qualquer sentido. A OMS afirmou igualmente que é ainda demasiado cedo para prever o fim do surto.
 No mesmo dia, a província de Hubei reportou 14.840 novos casos confirmados, quase dez vezes mais comparando com o dia anterior, enquanto o número de mortes mais do que duplicou para 242.
 Foi implementada quarentena na comuna de Sơn Lôi (província de Vĩnh Phúc, Vietname), por parte das autoridades, após cinco casos investigados terem sido infetados por este aglomerado. Esta quarentena irá durar até 3 de março.
 O Japão anunciou a morte de uma mulher na casa dos oitenta anos nos arredores de Tóquio. Dois taxistas testados deram positivo.
 Um viajante não acompanhado da China foi colocado em quarentena na Base da Força Aérea de Lackland no Texas. Este é o 15º caso nos Estados Unidos.

### 14 de fevereiro
Portugal reportou mais um caso suspeito. Trata-se de uma criança de idade não confirmada que havia regressado da China. Todos os seis anteriores casos suspeitos deram negativo após análises clínicas.

### 15 de fevereiro
Os Estados Unidos anunciaram que irão evacuar os cidadãos norte-americanos que se encontram presentemente a bordo do navio de cruzeiro Diamond Princess.
 A Malásia confirmou a 15 de fevereiro que um cidadão norte-americano de 83 anos, que havia desembarcado do Westerdam e voado para a Malásia a 14 de fevereiro, tinha contraído o vírus.

### 16 de fevereiro
Taiwan confirmou a sua primeira morte envolvendo um homem sexagenário.
 A Direção-Geral de Saúde confirmou que está a selecionar uma lista de hospitais em Portugal que poderão reforçar, se necessário, os três hospitais já referenciados para receber pacientes. A lista deverá estar pronta segunda-feira dia 17 de fevereiro.
 De acordo com o Instituto Nacional de Emergência Médica (INEM), Portugal disponível ao momento de quatro ambulâncias preparadas para transportar pacientes com o novo coronavírus para os hospitais de referência. Todos os profissionais do INEM, cerca de 700 profissionais de saúde, terão acesso a formações de atualização e novas formações acerca do vírus.

### 17 de fevereiro
Foram evacuados os passageiros norte-americanos a bordo da Diamond Princess, sendo que irão retornar ao Estados Unidos. Permanecerão em quarentena durante 14 dias.

### 18 de fevereiro
A maior agência de fotografias do mundo, Getty Images, confirmou estar a proteger a identidade de foto-jornalistas na China. Por regra, as fotografias da respetiva agência são assinadas, no entanto devido a preocupações com a segurança dos jornalistas a agência decidiu excecionalmente manter no anonimato a autoria de algumas fotografias.

### 19 de fevereiro
Um evento de cosplay em Osaka (Japão) foi cancelado devido a receios causados pelo surto.
 A emissora pública de televisão singapurense Mediacorp decidiu cancelar uma cerimónia de entrega de prémios. Preocupações com o surto do novo coronavírus levaram esta emissora a cancelar este evento originalmente marcado para 26 de abril.

### 20 de fevereiro
Macau reabriu todos os casinos, após um período de 15 dias encerrados. No entanto, a reabertura coincide com a obrigatoriedade de várias medidas para prevenção do surto, tais como a utilização obrigatória de máscara e controlos de temperatura corporal.

### 22 de fevereiro
Os ministros da saúde dos estados membros da União Africana reuniram-se dia 22 e 23 de fevereiro de 2020. O intuito da reunião foi o de "discutir a estratégia continental para a preparação e resposta ao surto de coronavírus"

### 25 de fevereiro
A Coreia do Norte colocou em quarentena 380 cidadãos estrangeiros, estabeleceu uma quarentena de trinta dias obrigatória para todos os estrangeiros que entrem no país e cancelou a Maratona de Pyongyang.

### 26 de fevereiro
O primeiro-ministro japonês, Shinzo Abe, solicitou o cancelamento de todos os eventos culturais e desportivos durante duas semanas.

### 27 de fevereiro
A Arábia Saudita baniu a entrada de peregrinos e estrangeiros no país devido ao surto.
A Organização Mundial de Saúde instou todos os países a não presumirem que serão poupados ao coronavírus, realçando que isso seria um "erro fatal" fazer tal. A OMS também advertiu que o vírus "tem potencial pandémico".

### 28 de fevereiro
Segundo a BBC, fontes internas do sistema de saúde iraniano garantiram que pelo menos 210 pessoas terão já falecido devido ao surto no país.